# 地糊
地和（漢字有「地和」、「地胡」、「地糊」等寫法，第二字皆唸），也称地成、地发千祥、是麻将中的一种和牌形式，指旁家抓到最初的手牌时（通常是13张）已经听牌，藉此和牌的話就稱作地和。莊家所打出的第一張牌被稱為「地牌」，所以藉此和牌的話就稱作地和。
在现行的日本麻将中，地和是指的是闲家抓到最初的13张牌时已经听牌，并且第一次自摸就和了的情况，一般被认为是一种役満。如果在第一次自摸之前，有吃、碰、杠发生的话，地和不成立。

## 日本麻将
在天和的情况下，第一次自摸到的牌是跳牌的那一张，在入手之后变得不明确，因此无法判断四暗刻是否是单骑等问题。而地和第一次自摸到的牌很明确，所以可以判断四暗刻是否是单骑，国士无双是否是13面听，九蓮宝燈是否純正等问题。
雖然地和為天和的閒家版本，不過達成的機率卻明顯高出許多，約比綠一色低，比清老頭高。
日本麻将中現在地牌的意義變成了「閒家自摸的第一張牌」，所以将地胡稱作人和。不過現今大多數日本規則都不採計人和，這種情況下就只有門前清榮和的翻數。換句話說，根據情形也有隱藏犯規的可能性。